# Georg Warnecke
Georg Warnecke (Hamburg-Altona, 28 april 1883 - Hamburg, 20 september 1962) was een Duits rechter en entomoloog.

## Biografie
Hij studeerde aanvankelijk zoölogie maar schakelde dan over op rechtsgeleerdheid. Na zijn studies maakte hij een carrière als jurist, die hij afsloot als voorzitter van het Landgericht in Kiel.
Buiten zijn beroepsbezigheden hield hij zich verder bezig met natuurstudie, vooral met ornithologie en entomologie en in het bijzonder de Lepidoptera.  Hij werd een internationaal gerespecteerde entomoloog en publiceerde meer dan 450 artikelen. Hij schreef niet alleen in vaktijdschriften maar ook natuurgidsen om de geïnteresseerde leek kennis te laten maken met de vlinderwereld en een hulp te bieden bij het determineren. In Duitsland verscheen van hem Welcher Schmetterling ist das? en in Nederland Onze Vlinders.

## Hommage en onderscheidingen
Warnecke kreeg een eredoctoraat van de universiteit van Hamburg.
Bij zijn 75e verjaardag werd hij onderscheiden met het Bundesverdienstkreuz I. Klasse.
Een ondersoort van de heidedaguil, Heliothis maritima warneckei, is naar hem genoemd.

## Publicaties (selectie)
- "Sidemia zollikoferi Frr. als Wanderfalter in Mittel- und Nordeuropa (Lep. Noct.)" Zeitschrift der Wiener Entomologischen Gesellschaft, 44e jaargang (1959), blz. 101. Tekst online
- Welcher Schmetterling ist das? Kosmos Naturführer, Franckh´sche Verlagshandlung, Stuttgart 1958
- Onze Vlinders N.V. W.J. Thieme & Cie, Zutphen, 1959

## Beschreven soorten
Enkele door hem beschreven nieuwe soorten Lepidoptera:
- Anoba triangularis
- Apisa arabica
- Beihania anartoides
- Calamia staudingeri
- Cossus frater
- Crocallis inexpectata
- Hypotacha boursini
- Kuldscha albescens
- Meganephria debilis
- Nola dresnayi
- Pararge felix

- Gemeinsame Normdatei: 142638838
- International Standard Name Identifier: 0000 0001 1721 4855
- Nederlandse Thesaurus van Auteursnamen: 067694799
- Virtual International Authority File: 165426764
- WorldCat: E39PBJvXk4Gfvt7BXcJJqC9kXd